# Ґава-Сара-Алія
Ґава-Сара-Алія (перс. گواسراعليا) — село в Ірані, у дегестані Чіні-Джан, в Центральному бахші, шагрестані Рудсар остану Ґілян. За даними перепису 2006 року, його населення становило 242 особи, що проживали у складі 70 сімей.